# Општина Соловастру (Муреш)
Соловастру (рум. Solovãstru) општина је у Румунији у округу Муреш.
Oпштина се налази на надморској висини од 386 m.